# Die lustigen Vier von der Tankstelle
Die lustigen Vier von der Tankstelle ist ein musikalisches Filmlustspiel aus dem Jahr 1972. Die österreichisch-deutsche Koproduktion entstand unter der Regie von Franz Antel mit Uschi Glas und Hans-Jürgen Bäumler sowie Michael Schanze in den Hauptrollen.

## Inhalt
Michael und Gaby schauen nicht gerade positiv in die Zukunft: Ihr Nebenjob an der Tankstelle von Besitzer Nesslauer ist gefährdet, seit unweit ein neuer Autobahnabschnitt eröffnet wurde und die Autos nun nicht mehr die Straße an der Tankstelle befahren müssen. Die Kunden bleiben aus und Nesslauer plant, die Tankstelle an einen neuen Pächter zu verkaufen. Ob Michael und Gaby unter einem neuen Pächter weiterarbeiten könnten, ist fraglich, dabei braucht Gaby das Geld für ihr Studium. Eines Nachts hält der junge Tommy mit seinem Wagen an der Tankstelle, der Schaden kann nicht gleich behoben werden und bei Gabys Anblick am nächsten Morgen entschließt sich Tommy zu bleiben. Der vierte im Bunde wird der kleine Nicki. Der hat gerade Schulferien, von seinem Vater, dem Firmendirektor Andreas Lorenz, mit der garstigen Agnes Babinski soeben ein neues Kindermädchen vorgesetzt bekommen und Ärger mit seinem Chauffeur Arthur Scholz. Da auch der Vater sein Versprechen nicht hält, mit dem Jungen in den Urlaub zu fahren, sind das für Nicki genug Gründe, um mal wieder von zu Hause auszureißen. Er kommt zur Tankstelle und bleibt.
Gaby, Tommy und Michael beschließen die Tankstelle zu pachten. Trotz gemütlichem Kegelabend und mehreren Flaschen Hochprozentigem besteht Nesslauer auf 70.000 DM Pacht, die die drei nicht aufbringen können. Doch Nesslauer lässt sich auf einen Handel ein: Schaffen sie es, innerhalb von zwei Wochen den Umsatz um 30 Prozent zu steigern, gehört die Tankstelle ihnen. Nun ist guter Rat teuer, doch Nicki beginnt mit seinen Schulfreunden zu handeln. Sie stellen auf dem Autobahnabschnitt, der gerade neu eröffnet wurde, Umleitungsschilder auf, die die Autos wieder an der Tankstelle vorbeiführen. Sie organisieren und verteilen Werbeflyer für die Tankstelle und auch die Wagen aus Vater Lorenz’ Betrieb werden nun auf Nickis Betreiben hin zur Tankstelle zur Inspektion geschickt. Während sich die Politiker noch wundern, warum die Autobahn gesperrt ist und jeder die nächsthöhere Ebene zu einem anscheinend bewilligten Bauverfahren gratuliert, auf das die Sperrung hinweist, verkomplizieren sich an der Tankstelle die Dinge. Zwar nehmen die vier mit einem Mal viel Geld ein, doch hat sich Tommy in Gaby verliebt und Michael in die Kundin Eva. Gaby denkt jedoch, dass Tommy eine Freundin hat, die jedoch nur eine Kollegin vom Fernsehen ist, wo Tommy eigentlich arbeitet. Michael wiederum glaubt durch eine Schummelei Nickis, dass Eva Nickis Mutter ist und fühlt sich von ihr belogen.
Erst Nicki kann alles auflösen und bringt beide Paare zusammen. Der Umstand, dass ein kleiner Junge die große Politik durch ein einfaches Umleitungsschild hereingelegt haben soll, lässt die Politiker des geringeren Schadens wegen nun die Bauarbeiten an der Autobahn tatsächlich beginnen, sodass die Autos für mehrere Jahre an der Tankstelle vorbeigeführt werden müssen – das Überleben der Tankstelle ist nun erst einmal gesichert. Und auch Nicki kommt zu seinem Happy End: Nachdem sein Vater sogar mithilfe der Polizei nach ihm hat suchen lassen und ihn endlich bei Gaby, Tommy und Michael findet, entschließt er sich geläutert, umgehend mit seinem Sohn wie versprochen in den Urlaub zu fahren. Auch Gaby und Tommy fahren in den Urlaub und Eva und Michael kümmern sich in dieser Zeit zu zweit um die Tankstelle.

## Produktion
Die Szenen an der Tankstelle wurden südlich von Wien in der Marktgemeinde Perchtoldsdorf, Brunner Gasse 48, gedreht. (Heute ein gänzlich umgestalteter Betrieb der OMV.)
Die Uraufführung des Films fand am 4. August 1972 statt.
Kinderdarsteller und Schlagersänger Nicki Doff singt im Film die Lieder Ich fang die Sonne ein, Auch kleine Leute haben ihre Sorgen und Ach wie schön ist so ein Schulausflug. Mit Alfred Böhm singt er Aber morgen sind die Ferien da.

## Kritik
Das Lexikon des internationalen Films bezeichnete Die lustigen Vier von der Tankstelle als „Franz-Antel-Lustspiel.“ Die Onlineversion sah in der Komödie ein „anspruchsloses Lustspiel mit untalentierten, aber zur Entstehungszeit populären Darstellern, dessen schwache Ansätze zur Satire in Albernheiten untergehen.“
Die Bewertung durch die Reaktion von Cinema fiel noch drastischer aus, dort war zu lesen: Das (nämlich sich etwas einfallen lassen) „hätte auch Buch und Regie gutgetan – den Unfug erträgt man nur nach kräftigem Volltanken. Mit dabei: Hans-Jürgen Bäumler, Willy Millowitsch, Gisela Schlüter.“ Fazit: „Nur, wenn Ihr Fernseher E 10 verträgt…“